# Jericó (Boyacá)
Jericó est une municipalité située dans le département de Boyacá, en Colombie.